# Hope Street
Hope Street är en brittisk kriminaldramaserie vars första säsong hade premiär i november 2021. Den fjärde säsongen hade premiär i oktober 2024. Serien är skapad av Paul Marquess och Susanne Farrell.

## Handling
Serien utspelar sig i den lilla staden Port Devine på Nordirland. Serien följer såväl poliskåren som lokalbefolkningen.

## Rollista (i urval)
- Ciarán McMenamin - Finn O'Hare
- Tara Lynne O'Neill - Eve Dunlop
- Kerri Quinn - Marlene Pettigrew
- Niall Wright - Callum McCarthy
- Finnian Garbutt - Ryan Power
- Cameron Cuffe - Donal Gallagher
- Amara Karan - Leila Hussain
- Stephen Hagan - Al Quinn
- Karen Hassan - Jo Lipton